# بامبا (استان گائو)
بامبا (به لاتین: Bamba) یک منطقهٔ مسکونی در مالی است که در استان گائو واقع شده‌است. بامبا ۴٬۷۷۶ کیلومتر مربع مساحت و ۲۸٬۵۲۴ نفر جمعیت دارد.